# António Sousa Freitas
António Sousa Freitas (Buarcos, 1 de Janeiro de 1921 - Lisboa, 30 de Junho de 2004), poeta e letrista português. Foi distinguido com o Prémio Antero de Quental, em 1951, e com o Prémio Camilo Pessanha, em 1958, e agraciado com o grau de Comendador da Ordem do Infante D. Henrique, a 31 de janeiro de 1986, pelo então Presidente da República António Ramalho Eanes.

## Biografia
Nascido em Buarcos, concelho da Figueira da Foz, a 1 de Janeiro de 1921 (embora no bilhete de identidade constasse sempre 5 de Janeiro, devido a um atraso no registo), António de Sousa Freitas iniciou o seu percurso literário durante os tempos de estudante em Coimbra (1939-1942).
A sua passagem por Coimbra, onde deixou incompleto o curso de Direito, ficou marcada pelas colaborações no jornal universitário "Via Latina", pela fundação do jornal humorístico "Poney" e pelas diversas tertúlias literárias na companhia de figuras como Fernando Namora, João José Cochofel, Joaquim Namorado, José Brandão, Pina Martins, Carlos de Oliveira e Álvaro Feijó.
Foi ainda colaborador pontual da revista "Flama" e dos jornais "Diário Popular", "Diário de Lisboa", "Século Ilustrado", "Diário do Norte" e "Diário Ilustrado", entre outros.
Em 1940, António Sousa Freitas fez a sua estreia poética com "Anita", uma colectânea de poemas de amor dedicados à primeira namorada. Este primeiro livro viria a ser considerado pelo autor como tendo pouco significado na sua vida literária.
Em 1945 mudou-se para Lisboa, passou depois um ano em Leiria, após o que regressou à capital, onde se tornou Director de Serviços de Informação Médica num laboratório de especialidades farmacêuticas, cargo que manteve entre 1951 e 1983.
No âmbito dessa experiência, colaborou no jornal "Semana Médica" e - em parceria com Jorge Ferreira da Silva - fundou o jornal "Saúde", pertencente à Sociedade Semana Médica, do qual foi editor.
Entre 1952 e 1963 colaborou nos programas da Emissora Nacional, Ouvindo as Estrelas e "Canções de Portugal", ambos com textos de sua autoria, e nas rubricas "Poetas de Ontem e de Hoje" e "Escaparate - Novidades Literárias", com texto e locução a seu cargo, no Rádio Clube Português.
Além da presença na rádio, colaborou com a RTP, tendo ainda participado em programas publicitários da Robbialac e sido júri de vários concursos literários, caso dos Jogos Florais da CUF.
Entretanto, a 30 de Junho de 1954, tornara-se beneficiário da Sociedade Portuguesa de Autores com o nome de António de Freitas, passando a cooperante a 16 de Maio de 1979.
Enquanto letrista, escreveu canções musicadas pelos maestros Joaquim Luís Gomes e Nóbrega e Sousa e interpretadas por artistas como Simone de Oliveira, Maria de Lourdes Resende, Maria Clara, João Maria Tudela, António Calvário, Paulo Alexandre, Carlos do Carmo, Amália Rodrigues, João Braga, Ada de Castro, Maria da Fé, Sérgio Borges ou Marina Neves.
Na mesma área, integrou vários júris de Festivais da Canção, com David Mourão-Ferreira, Pedro Homem de Mello e outros nomes ligados à poesia e à música.
Em 1969, fundou o Gabinete Português de Medalhística, onde trabalhou com o escultor Cabral Antunes, tendo sido grande impulsionador do coleccionismo nesta área em Portugal, o que foi reconhecido tanto por coleccionadores como pelo próprio Estado.
Em 1990, António Sousa Freitas foi homenageado pela Câmara Municipal da Figueira da Foz por ser o autor da "Canção da Figueira", tendo sido colocada uma placa com o seu nome no Casino Peninsular daquela cidade e recebido a Medalha de Mérito, em ouro.
Na sua terra natal, Buarcos, existe também uma rua com o seu nome.
António Sousa Freitas (que assinou obras literárias também como A. Sousa Freitas e António de Sousa Freitas), faleceu a 30 de Junho de 2004 no Hospital Pulido Valente. O seu corpo foi cremado e as cinzas lançadas ao mar que tanto cantara na poesia.

## Obras publicadas
O poeta (que se afirmava neo-lírico) publicou as seguintes obras:
- Anita - 1940
- Abordagem - 1950 (Prémio Antero de Quental)
- Regresso - 1951
- Poemas do Anjo e da Hora - 1952
- Quatro Poemas de Natal - 1954
- Aventura - 1956
- África e Outros Poemas - 1958 (Prémio Camilo Pessanha)
- Para o Amor o Silêncio e Poemas Escolhidos - 1961
- 10 Poemas de Natal - 1964
- Três Contos para o Natal - 1965
- Longa Noite Novo Dia - 1966
- Requiem por Todos Nós - 1967
- Diário para Um Só Dia - 1968
- Natal - 1975
- 10 Vilancetes para o Menino Jesus - 1980
- Longa Noite Novo Dia - 1982 (Título que inclui diversos livros do autor sobre o Natal)
- Novamente Aventura - 1994 (Antologia com poemas seleccionados de obras anteriores)